# Longevilles-Mont-d’Or
Longevilles-Mont-d’Or, inoffiziell auch Les Longevilles genannt, ist eine französische Gemeinde mit 615 Einwohnern (Stand: 1. Januar 2022) im Département Doubs in der Region Bourgogne-Franche-Comté.

## Geographie
Longevilles-Mont-d’Or liegt auf 921 m über dem Meeresspiegel, etwa 17 Kilometer südlich der Stadt Pontarlier (Luftlinie). Das Straßenzeilendorf erstreckt sich im Jura, im östlichen Teil der Längsmulde des Val de Mouthe, im Doubstal am Nordwestfuß des Mont d’Or, nahe der Grenze zur Schweiz.
Die Fläche des 13,25 km² großen Gemeindegebiets umfasst einen Abschnitt des französischen Juras. Der nördliche Teil des Gebietes wird von der rund einen Kilometer breiten Längsmulde des Val de Mouthe eingenommen, die in geologisch-tektonischer Hinsicht eine Synklinale des Faltenjuras bildet. Der Doubs mäandriert wie auch sein rechter Zufluss Rouge Bief (Bief = freigrafschaftlicher Dialekt, zu Deutsch „Bach“) durch eine weite Talniederung, bevor er westlich von Longevilles-Basses die Senke durch ein klusartiges Tal verlässt und zum Lac de Saint-Point fließt. Der Rouge Bief bildet die nördliche Gemeindegrenze.
Nach Süden erstreckt sich das Gemeindeareal über einen bewaldeten Hang bis auf den teils bewaldeten, teils mit Weideland bedeckten Höhenrücken, der zum Mont d’Or und zum Morond überleitet. Es gibt hier keine oberirdischen Fließgewässer, weil das Niederschlagswasser im verkarsteten Untergrund versickert. Die östliche Grenze verläuft auf dem Kamm des Mont d’Or, der gegen Osten steil zum Tal der Jougnena abfällt. Auf dem Gipfel wird mit 1463 m die höchste Erhebung von Longevilles-Mont-d’Or erreicht. Das Gemeindegebiet ist Teil des Regionalen Naturparks Haut-Jura (frz.: Parc naturel régional du Haut-Jura).
Die Gemeinde Longevilles-Mont-d’Or besteht aus den beiden Ortsteilen Longevilles-Basses (921 m) und Longevilles-Hautes (955 m), beide im Val de Mouthe am Fuß des Mont d’Or gelegen. Nachbargemeinden von Longevilles-Mont-d’Or sind Rochejean im Westen, Fourcatier-et-Maison-Neuve und Saint-Antoine im Norden, Métabief und Jougne im Osten sowie die schweizerische Gemeinde Vallorbe im Süden.

## Geschichte

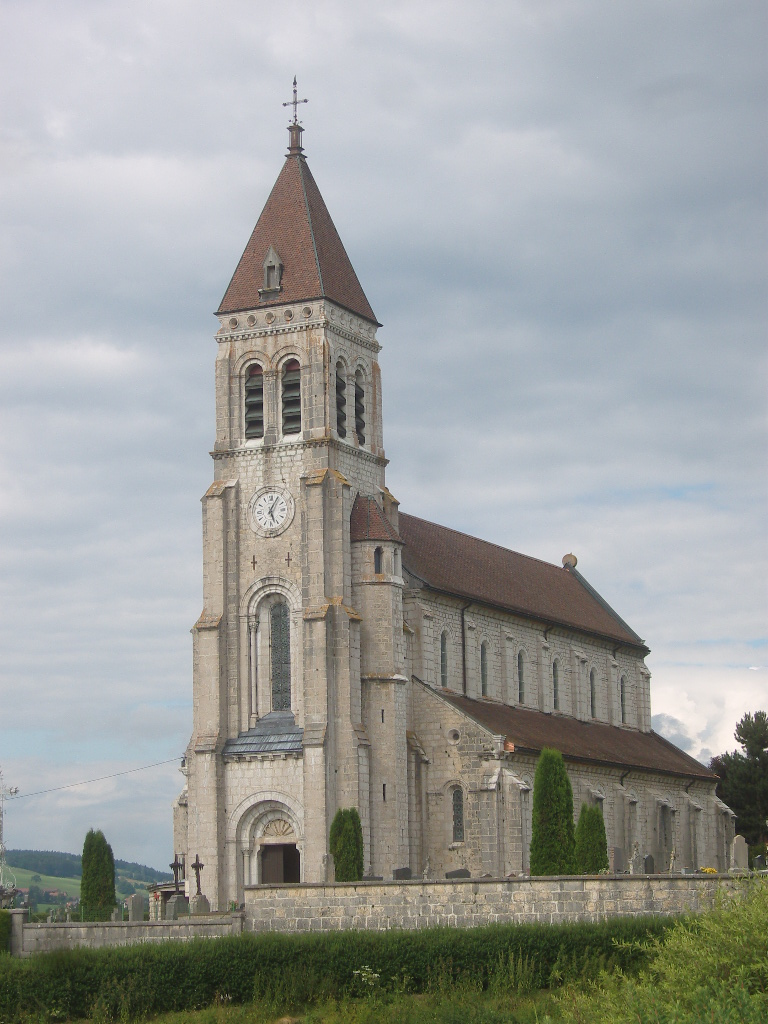
Kirche Saint-Sylvestre

Erstmals urkundlich erwähnt wird Longevilles im Jahr 1351. Der Ortsname ist von den lateinischen Wörtern longa villa (langes Dorf) abgeleitet. Seit dem Mittelalter gehörte Longevilles zur Herrschaft Rochejean, die dem Haus Chalon-Arlay unterstand. Im Jahr 1639 wurde Longevilles von Truppen des Herzogs Bernhard von Sachsen-Weimar in Mitleidenschaft gezogen. Zusammen mit der Franche-Comté gelangte das Dorf mit dem Frieden von Nimwegen 1678 an Frankreich. Schon seit dem ausgehenden Mittelalter gab es in Longevilles eisenverarbeitende Werke. Das Eisen wurde im Valanginien, einer im westlichen Jura vorkommenden Sedimentschicht der Unterkreide, abgebaut, während die ausgedehnten Wälder der Umgebung genügend Holz zum Betrieb von Hochöfen lieferten. Die beiden Ortsteile Longevilles-Basses und Longevilles-Hautes gehörten stets zusammen. Seit 1923 tragen sie den Namen Longevilles-Mont-d’Or. Seit 1999 ist Longevilles-Mont-d’Or Mitglied des 19 Ortschaften umfassenden Gemeindeverbandes Communauté de communes du Mont d’Or et des Deux Lacs.

## Sehenswürdigkeiten
Die Dorfkirche Saint-Sylvestre am östlichen Ortsausgang von Longevilles-Basses wurde 1838 erbaut.

## Bevölkerung
| Jahr                       | 1962 | 1968 | 1975 | 1982 | 1990 | 1999 | 2006 | 2018 |
| Einwohner                  | 281  | 248  | 253  | 272  | 323  | 368  | 400  | 597  |
| Quellen: Cassini und INSEE |      |      |      |      |      |      |      |      |

Mit 615 Einwohnern (1. Januar 2022) gehört Longevilles-Mont-d’Or zu den kleinen Gemeinden des Départements Doubs. Nachdem die Einwohnerzahl in der ersten Hälfte des 20. Jahrhunderts markant abgenommen hatte (1881 wurden noch 540 Personen gezählt), wurde seit Beginn der 1970er Jahre wieder ein deutliches Bevölkerungswachstum verzeichnet.

## Wirtschaft und Infrastruktur
Longevilles-Mont-d’Or war lange Zeit ein vorwiegend durch die Landwirtschaft, insbesondere Milchwirtschaft und Viehzucht, sowie durch die Forstwirtschaft geprägtes Dorf. Daneben gibt es heute einige Betriebe des lokalen Kleingewerbes, darunter eine Käserei und einige Geschäfte des Einzelhandels. Mittlerweile hat sich das Dorf auch zu einer Wohngemeinde gewandelt. Viele Erwerbstätige sind Wegpendler, die in den größeren Ortschaften der Umgebung ihrer Arbeit nachgehen.
Seit den 1960er Jahren, als das Gebiet und Morond und Mont d’Or zu einem wichtigen Wintersportgebiet des französischen Juras ausgebaut wurde, profitiert auch Longevilles-Mont-d’Or vom Tourismus. Die Hänge der beiden Höhenrücken werden durch verschiedene Skilifte für den alpinen Skisport erschlossen.
Die Ortschaft ist verkehrstechnisch recht gut erschlossen. Sie liegt an einer Departementsstraße, die von Mouthe nach Jougne führt. Weitere Straßenverbindungen bestehen mit Métabief und Fourcatier-et-Maison-Neuve. Longevilles-Mont-d’Or besitzt zusammen mit Rochejean einen Bahnhof an der Eisenbahnlinie von Frasne nach Vallorbe, die 1915 eröffnet wurde. Die Bahnstation befindet sich am Nordportal des 6079 m langen Tunnel du Mont d’Or.